# چژف روش-کولونگا
چژف روش-کولونگا (به لهستانی:  Czyżew Ruś-Kolonia) یک روستا در لهستان است که در گمینا چژو واقع شده‌است.